# نادي الشرطة القضارف
نادي الشرطة القضارف ، هو نادي كرة قدم سوداني تأسس عام 2008. يلعب في الدوري السوداني الممتاز.

## الملعب
يلعب نادي الشرطة القضارف مبارياته على أستاد القضارف الذي يقع نفس المدينة التي يحمل اسمها، وهو ملعب من أرضيتة من النجيل الصناعي، وتستوعب مدرجاته 15 ألف مشجع.

## التأسيس
النشأة والتكوين عبر فكرة طرحها العقيد شرطة فيصل أبوشرة مصصفي الطاهر لتأسيس الفريق وكان ذلك في نهايات 2006م وقد تولّدت الفكرة في ذهنه خلال إدارته لإدارة التوجيه والخدمات الاجتماعية برئاسة شرطة ولاية القضارف وبأن منسوبي رئاسة الشرطة بحاجة إلى هذا المشروع ، فقام بعرض فكرة إنشاء الفريق على اللواء شرطة سليمان ميرغني عبد الرحيم مدير شرطة الولاية آنذاك والذي تحمس للفكرة ليتم تأسيس نادي الشرطة في العام 2007م.

## سجل المشاركات
- الدوري السوداني الممتاز
- كأس السودان

## انظر ايضأَ
- الدوري السوداني الممتاز